# Salvinia oblongifolia
Salvinia oblongifolia là một loài dương xỉ trong họ Salviniaceae. Loài này được Martius mô tả khoa học đầu tiên.

## Hình ảnh

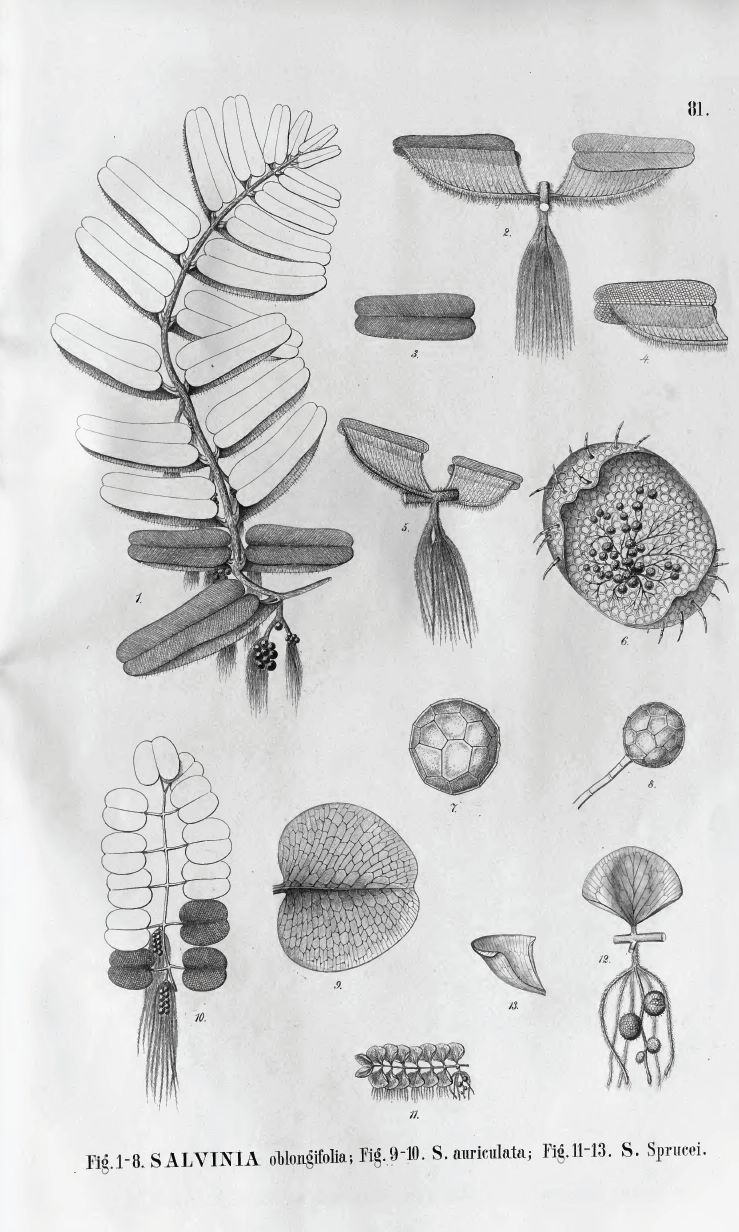